# Cá nược
Cá nược (Orcaella brevirostris), IUCN còn gọi là cá heo sông hay cá nước ngọt , là một loài động vật có vú thuộc họ Cá heo biển Delphinidae, sống ven bờ biển và cửa sông trong khu vực Đông Nam Á, được tìm thấy trên sông Irrawaddy tại Myanmar, sông Mahakam ở Indonesia, và sông Mê Kông tại Campuchia cũng như Việt Nam. Một số tài liệu gọi theo tên dịch từ tiếng Anh là cá heo Irrawaddy. Tuy nhiên, loài này có ở Việt Nam và được định danh tiếng Việt là cá nược hoặc cá nược Minh Hải.

## Nhầm lẫn về tên gọi cá nược
Một số sách báo và các từ điển trước đây vẫn còn dùng tên gọi cá nược để chỉ loài cá cúi (Dugong dugong), thuộc họ Bò biển (Dugongidae). Tuy nhiên những tài liệu chuyên ngành định danh 2 loài khác nhau như đã nêu.

## Phân loại
Cá nược đã được Richard Owen xác định năm 1866 và là một trong hai loài của chi cá heo vây hếch (loài kia mới được công nhận năm 2005 là Cá heo vây hếch Úc). Nó có bề ngoài tương tự như cá voi trắng (Delphinapterus leucas). Nó đôi khi được liệt kê hoặc là trong họ chỉ chứa nó hoặc là trong họ Họ Kỳ lân biển (Monodontidae) hay phân họ Delphinapteridae. Hiện tại, đa số các nhà khoa học chấp nhận việc liệt kê nó trong họ Họ Cá heo mỏ (Delphinidae). Về mặt di truyền học, cá nược có quan hệ họ hàng gần với cá hổ kình (Orcinus orca, còn gọi là cá heo ki-le).
Tên gọi khoa học brevirostris có nguồn gốc từ tiếng Latinh với ý nghĩa là "mỏ ngắn". Năm 2005, các phân tích bộ gen đã chỉ ra rằng Cá heo vây hếch Úc được tìm thấy ven bờ biển phía bắc Úc là loài thứ hai trong chi Orcaella.

## Miêu tả
Loài này có cục mô lớn chứa nhiều chất béo ở trên trán, đầu tròn và tù. Mỏ của nó là không rõ ràng. Vây lưng ngắn, hình tam giác tù. Nó nằm ở khoảng cách khoảng 2/3 của sống lưng, tính từ mỏ xuống tới thùy đuôi. Các chân chèo dài và rộng bản. Nó có da sáng màu trên toàn bộ cơ thể- phần bụng trắng hơn so với phần lưng.
Khi mới sinh ra, cá nược có chiều dài cơ thể khoảng 1 m (3,3 ft) và cân nặng khoảng 10 kg. Khi trưởng thành nó đạt tới 2,3 m  (7,5 ft) Chiều dài lớn nhất ghi nhận được là 2,75 m đo ở một cá thể đực ở Thái Lan. và nặng trên 130 kg. Tuổi thọ khoảng 30 năm.
Cá nược bơi chậm. Nó chỉ nổi lên mặt nước và lộn nhào với sự nhấc thùy đuôi lên khỏi mặt nước khi lặn xuống sâu mà thôi. Cá nược phun nước từ miệng khi nó nhảy thẳng người lên mặt nước.

## Quần thể và phân bổ
Trong tiếng Anh người ta gọi nó là cá heo [sông] Irrawaddy, nhưng nó không phải là cá heo sông thật sự mà là một loài cá heo biển sống ở ven bờ và đi vào trong các cửa sông, bao gồm các sông Hằng và Mê Kông cũng như sông Ayeyarwaddy (sông Irrawaddy) mà từ đó có tên gọi của nó. Khu vực sinh sống của chúng kéo dài từ vịnh Bengal tới Papua New Guinea và vùng biển phía bắc Úc.
Đầu năm 2012, các nhà khoa học đã tìm thấy một quẩn thể gồm khoảng 20 con cá nược tại khu vực gần quần đảo Bà Lụa, thuộc Khu dự trữ sinh quyển Kiên Giang của Việt Nam 

## Khu vực bảo tồn cá nược trên sông Mê Kông
Cá nược được đưa vào danh sách những loài động vật có nguy cơ tuyệt chủng cao từ năm 2004. Tại Lào và Campuchia ước tính có khoảng 92 cả thể ở một đoạn sông Mê Kông dài 190 km
Ngày 24 tháng 8 năm 2012 chính phủ Campuchia ra quyết định lập khu vực bảo tồn cá nược trên sông Mê Kông với chiều dài 180 km, nó trải dài từ tỉnh Kratie ở phía đông Campuchia tới biên giới với Lào. Người dân vẫn được phép câu cá trong khu bảo tồn, song chính phủ cấm sử dụng nhà nổi, lồng cá và lưới quét bởi chúng đe dọa mạng sống của cá nược.

## Quan hệ với con người
Do cuộc sống ở vùng biển ven bờ nên cá nược dễ bị tổn thương trước các can thiệp từ phía con người hơn là các loài cá heo sông khác. Mối đe dọa trực tiếp đối với chúng là việc săn bắt để lấy mỡ. Là một loài được coi là nguy cấp, chúng được luật pháp bảo vệ trước tình trạng săn bắt, tuy nhiên, hiệu lực pháp lý có thể là không đảm bảo trên một đường bờ biển dài tới hàng chục ngàn ki-lô-mét. Việc mắc phải các lưới đánh cá cũng như các thương vong của cá nược do việc sử dụng chất nổ bừa bãi để đánh bắt cá là khá phổ biến ở Việt Nam và Thái Lan. Quần thể cá nược tại hồ Chilka (Ấn Độ) hiện nay ước tính chỉ còn khoảng 50 cá thể. Tại Myanma, cá nược còn tham gia trong việc đánh bắt cá với con người khi họ sử dụng các loại lưới quăng, bằng cách dẫn dắt cá về phía các ngư dân khi có tín hiệu âm thanh từ phía họ.
IUCN liệt kê một số quần thể, bao gồm các quần thể ở sông Mahakam và Malampaya Sound là cực kỳ nguy cấp.